# Piramidi di Plata

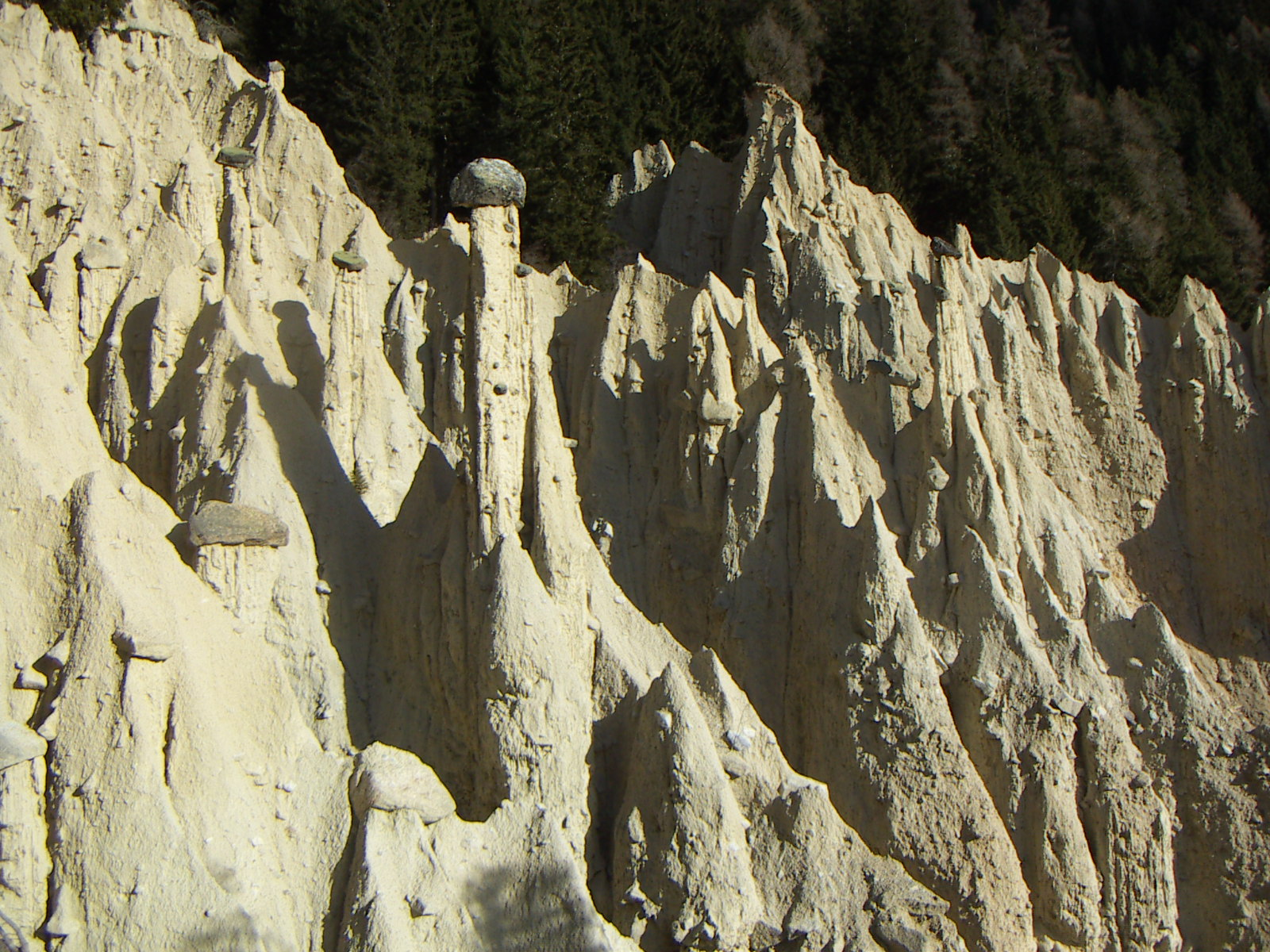
Le Piramidi di terra di Plata

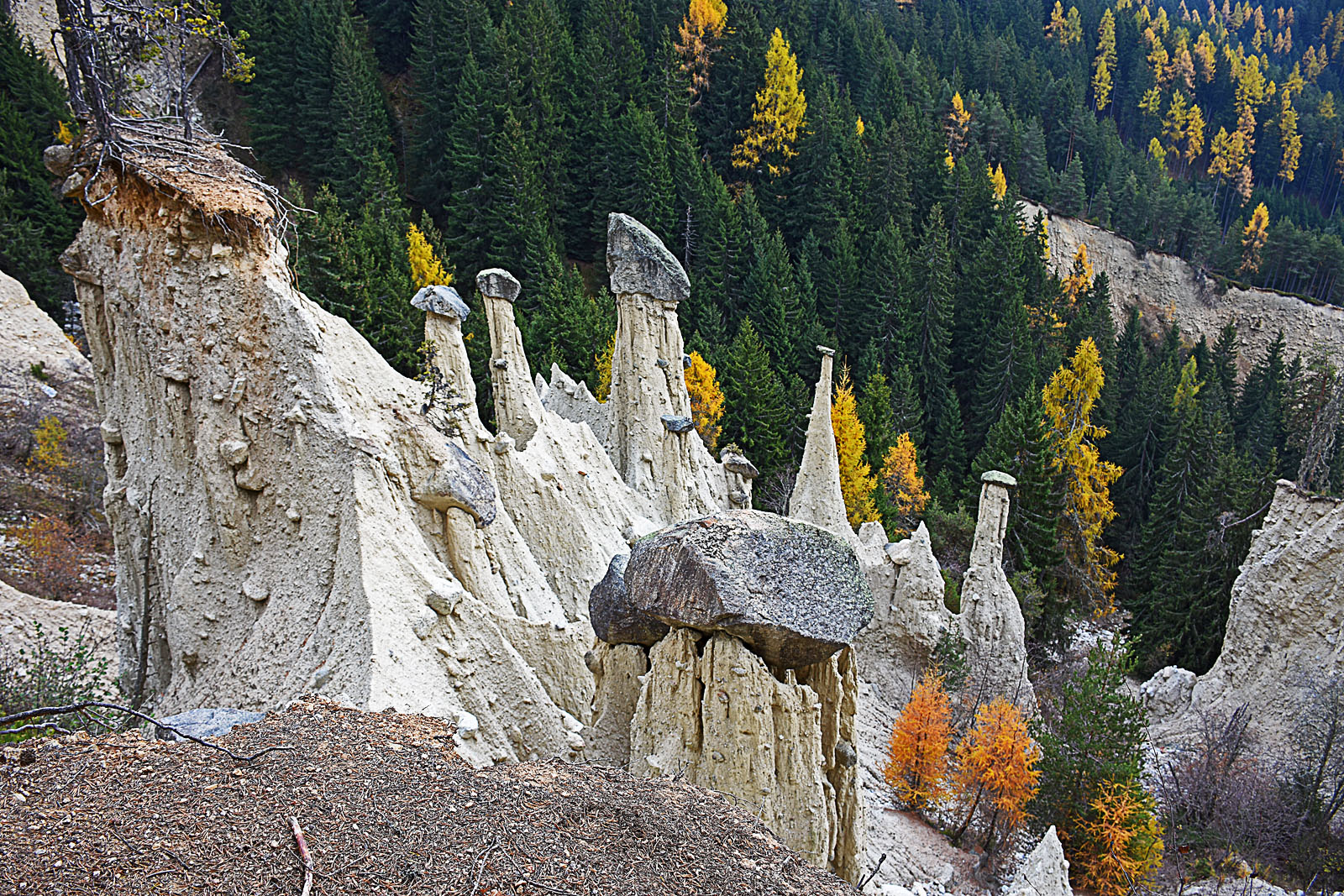
Le Piramidi di terra di Plata

La piramidi di Plata (Erdpyramiden von Platten o Erdpyramiden bei Oberwielenbach in tedesco) sono delle piramidi di terra, e si trovano a Plata (Platten), nel comune di Perca, vicino a Brunico, in Alto Adige, Italia. Le piramidi di Plata fanno parte dei più bei monumenti naturali di tutto l'Alto Adige, assieme alle piramidi di Renon (a Renon), rientrano a far parte delle piramidi di terra in Alto Adige.

## Geografia
La zona dell'erosione si trova ad un'altitudine dai 1550 ai 1750 metri. Ciò che impressiona delle piramidi di Plata è la loro selvatichezza, che fa tornare in mente allo stesso tempo anche la loro fragilità.

## Storia
Successivamente ad un nubifragio, alcuni secoli fa, si andò a formare una frana che interruppe le vie di comunicazione nelle vicinanze del paese di Sopranessano (Aschbach). Nel 1882 sempre dopo un grande nubifragio si formò una nuova grande spaccatura. In seguito a dilavazioni e a erosioni si ha che queste piramidi di terra mutano costantemente; ciò è dovuto al susseguirsi di stagioni rigide in inverno e calde d'estate che fanno sì che se ne formino continuamente di nuove. Esse sono state descritte, in modo scientifico, la prima volta da Karl Meusburger nel 1914.